# Vasle
Vasle je priimek več znanih Slovencev:
- Juan Vasle (*1954), operni in koncertni pevec basbaritonist in novinar
- Mirko Vasle (*1951), urednik, novinar in literarni zgodovinar
- Vinko Vasle (*1949), novinar